# 土井利祐
土井 利祐（どい としすけ）は、三河刈谷藩の第7代藩主。刈谷藩土井家10代。
文政4年（1821年）、下野佐野藩主堀田正衡の次男として生まれる。正衡は、第2代刈谷藩主土井利徳の実弟堀田正敦の長男であった。天保9年（1838年）に第6代刈谷藩主土井利行が死去したため、末期養子として家督を継ぐ。利祐は一応は血のつながった縁者であるが、他家からの養子が続いたために家中で反発・対立も起こり、藩内は騒擾した。11月15日に第12代将軍徳川家慶に拝謁し、12月16日に従五位下・山城守に叙位・任官する。

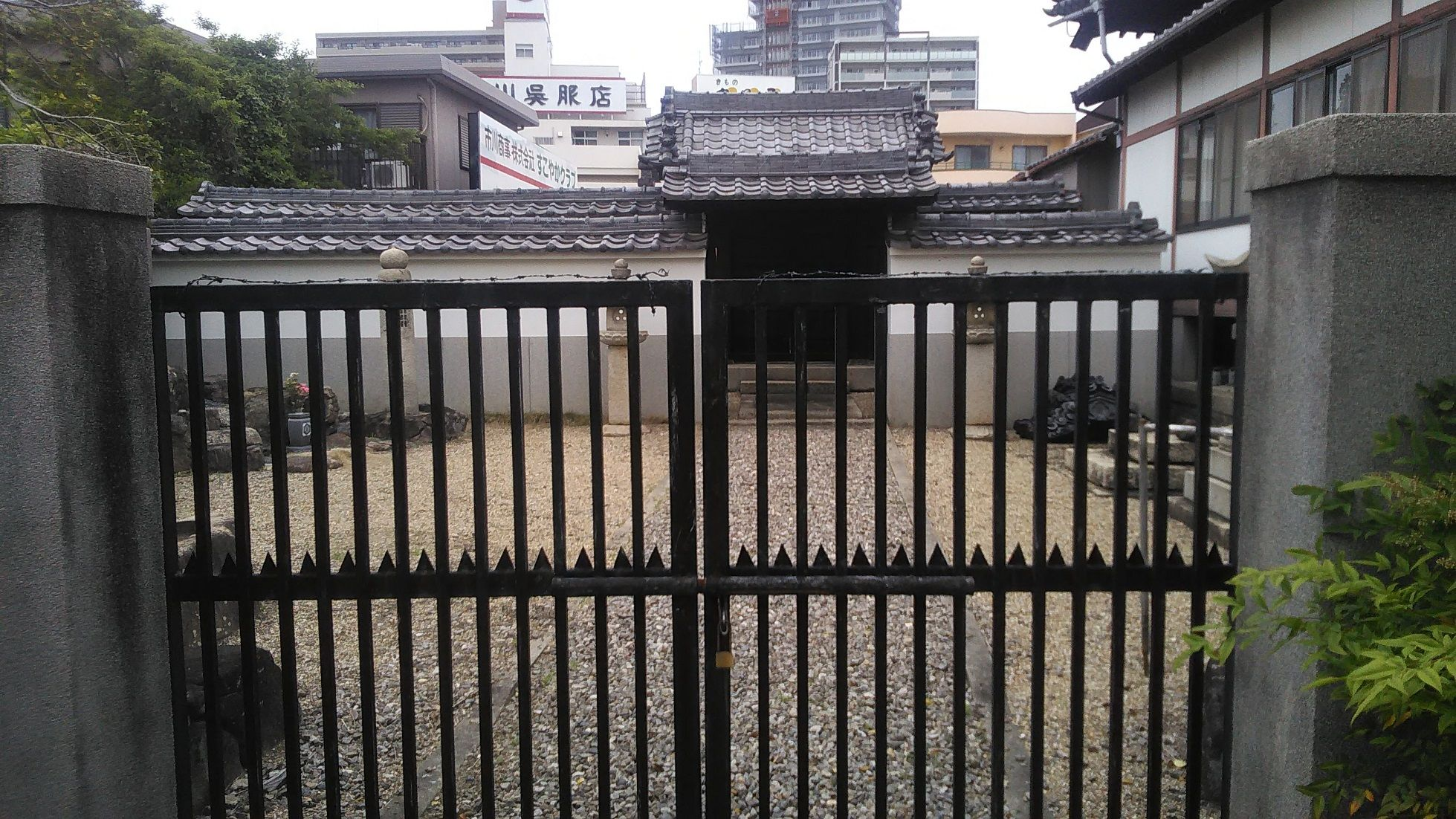
土井家廟所(刈谷市十念寺)

天保14年（1843年）に大坂加番に任じられ、11月に淡路守に遷任する。弘化3年（1846年）12月13日、刈谷城で死去した。享年26。しかし跡継ぎ問題などから、死は弘化4年（1847年）2月3日に発表された。跡は末期養子の利善が継いだ。

## 系譜
父母
- 堀田正衡（実父）
- 土井利行（養父）

正室
- 盈 - 土井利行の養女、土井利以の娘

子女
- 錦 - 土井利善正室
- 良 - 金森近明正室、のち土井忠直正室

養子
- 土井利善 - 井上正甫の九男